# Bienvenido-Welcome
Bienvenido-Welcome és una pel·lícula mexicana de 1995 que reprodueix els problemes i l'ambient en el qual es desenvolupen un grup de cineastes que realitzen el seu primer llargmetratge professional. En aquesta aventura es dona simultàniament un fet que permet abordar amb tota la formalitat i dramatisme el contagi de la síndrome d'immunodeficiència adquirida (SIDA).

## Argument
Una jove parella: María, atractiva pintora, i José, pròsper investigador de llibres antics, en el cim del seu amor i la seva carrera, veuen destruïda la seva via i les seves il·lusions pel dubte. Una estranya rossa irromp en la vida de José i en desaparèixer deixa, com a record, un missatge sinistre: Benvingut al món de la sida . La parella no és l'única a sofrir les conseqüències del desastre; un grup de cineastes, en filmar la seva història, es veu immiscit en aquest i altres problemes. Un accident els obliga a incórrer en una acció il·legal per concloure la pel·lícula. Un investigador d'assegurances, que descobreix el frau, posa en perill no sols la terminació de la pel·lícula sinó que compromet a tots els treballadors. Les situacions còmiques s'enllacen amb el drama que comporta a la malaltia del segle xx, per concloure en la festa de fi de filmació.

## Repartiment
- Gabriel Retes - Mariano Pacheco
- Lourdes Elizarrarás - María Blanco
- Luis Felipe Tovar - José Molina
- Jesse Borrego - Darío
- Fernando Arau - Consuelo Gómez
- Juan Claudio Retes - Richard Martínez
- José Manuel Fernández - Carlos
- Claudia Fernández - El asistente director
- Lucila Balzaretti - La delegada
- Francisco de la O. - El guionista
- María Fernanda García - La maquillista
- Javier Castillo - Maifrend
- Desiree Ríos - La rubia
- Lourdes López Castro - El fotógrafo de fijas
- Ignacio Retes - El productor
- Diego de la Texeira - El director de fotografía
- María Dulce Saldanha - La asistente de fotógrafo
- Alfredo Dávila - El sonidista

## Premis
| Festival                                         | País        | Premi                                                     | Any  |
| ------------------------------------------------ | ----------- | --------------------------------------------------------- | ---- |
| Festival Internacional de Cinema d'Amiens        | França      | Premi del Públic                                          | 1994 |
| Festival Internacional de Cinema de San Juan     | Puerto Rico | Premi especial del Jurat                                  | 1994 |
| XXVII edició dels Premis Ariel                   | Mèxic       | Ariel a María Fernanda Gracia per Millor Actriu de Quadre | 1995 |
| Diosas de Plata                                  | Mèxic       | Millor Guió                                               | 1995 |
| Festival de Cinema Iberoamericà de Huelva        | Espanya     | Premi de la Premsa                                        | 1995 |
| Festival Internacional de Cinema de Viña del Mar | Xile        | Millor pel·lícula                                         | 1996 |